# 法人團體

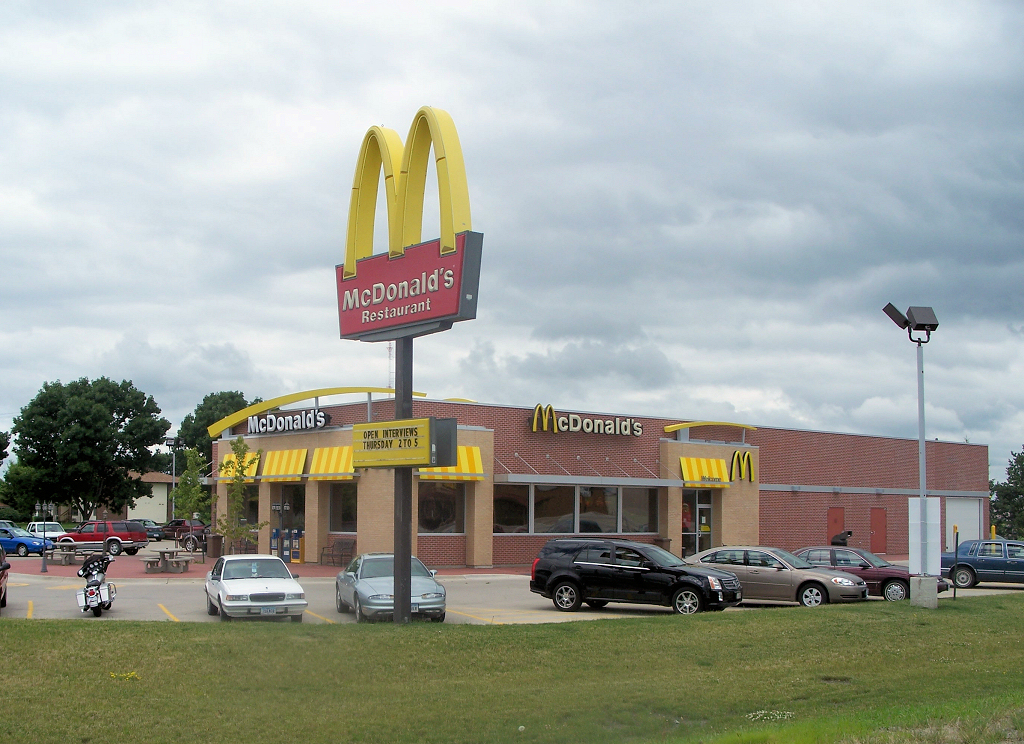
麥當勞是一個全球公認的法人團體。

法人團體（英語：Corporation），又称法团，指一群人或是公司，獲得政府認可，擁有法人資格，在法律上被視為是單一實體（法人），擁有法定資格，可以行使特定權利，承擔法定義務。這個概念起源於歐洲，在中世紀時，獲得皇家特許狀的團體，就可以用法人團體身份運作。現今多數現代國家，可以經由向政府登記後成為法人團體。
根據不同法律體系，法人團體有各種不同的認定及分類方法。最常見的分類方式，是以其目的是否為營利，或是這個團體是否發行股票。一個以營利為目的，並發行股票的團體，即是公司，或公司法人。

## 世界各地概況

### 中華民國
在中華民國法律中，法人團體可分為財團法人與社團法人兩種。前者係指「財產的集合體」，而後者則為「人的集合體」。

### 中华人民共和国
中华人民共和国民法典规定，法人分为营利法人、非营利法人和特别法人。营利法人包括法人企业和公司。非营利法人包括事业单位法人、社会团体法人、基金会、社会服务机构。特别法人包括机关法人、农村集体经济组织法人、城镇农村的合作经济组织法人和基层群众组织法人。

## 外部連結
- an Audio from a talk about the history of corporations and the English Law by Barrister Daniel Bennett （页面存档备份，存于）

1. ↑  . spark.pzhu.edu.cn.   [2025-02-16].